# Ludwig Richter

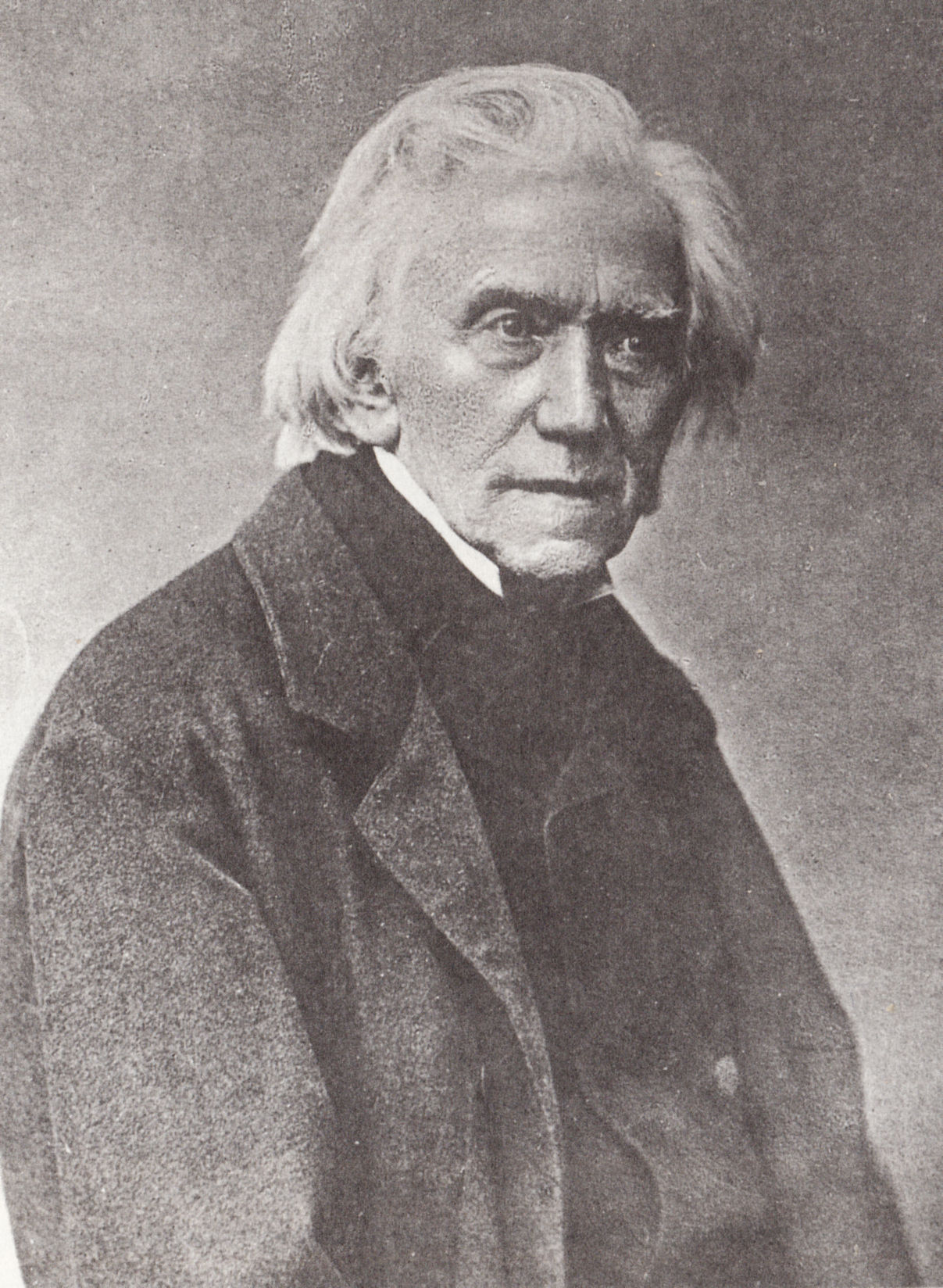
Ludwig Richter, Foto um 1880

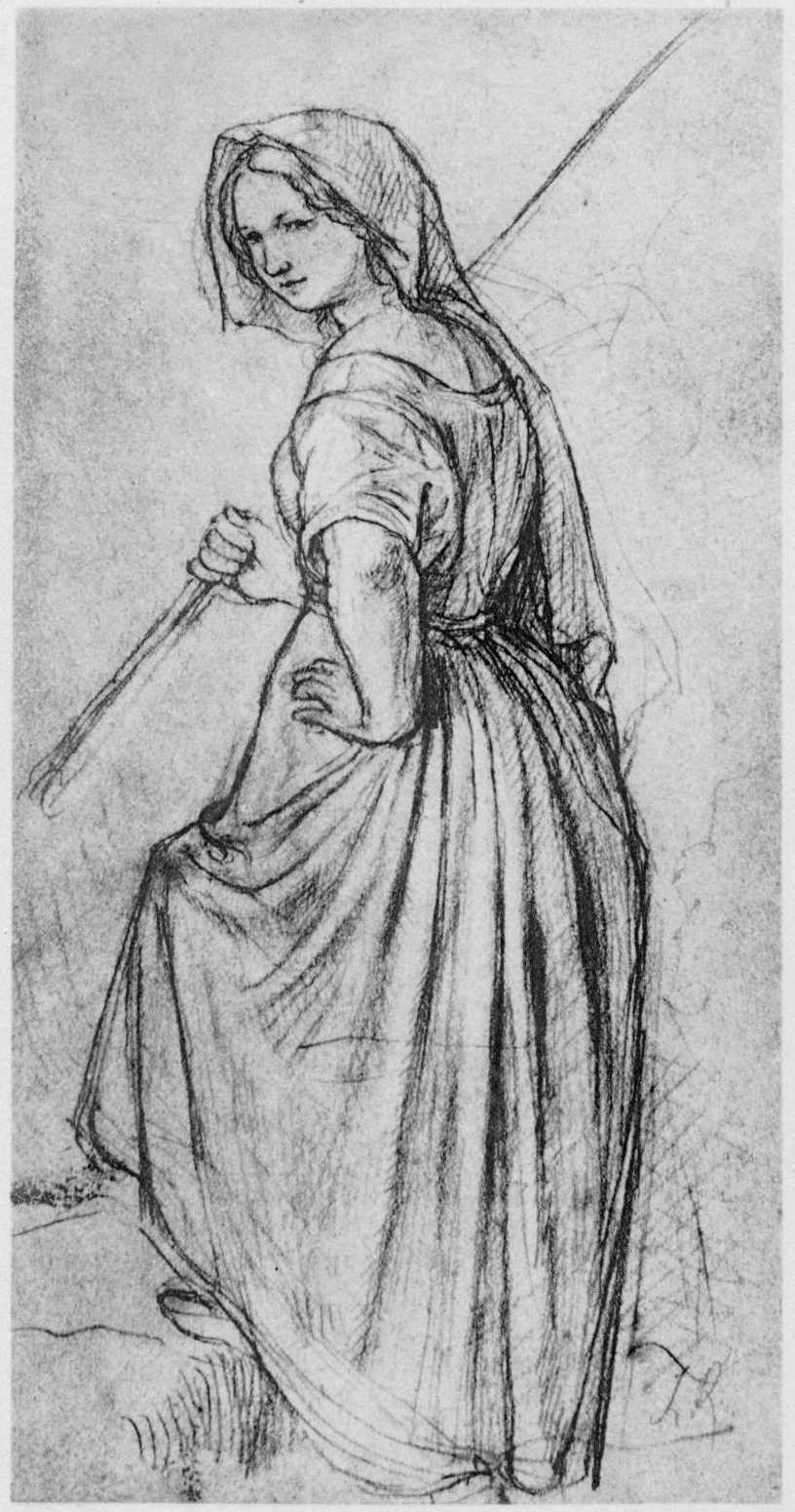
Richters Ehefrau etwa zur Zeit ihrer Heirat 1827; Vorstudie zu Civitella (Der Abend) (s. u.)

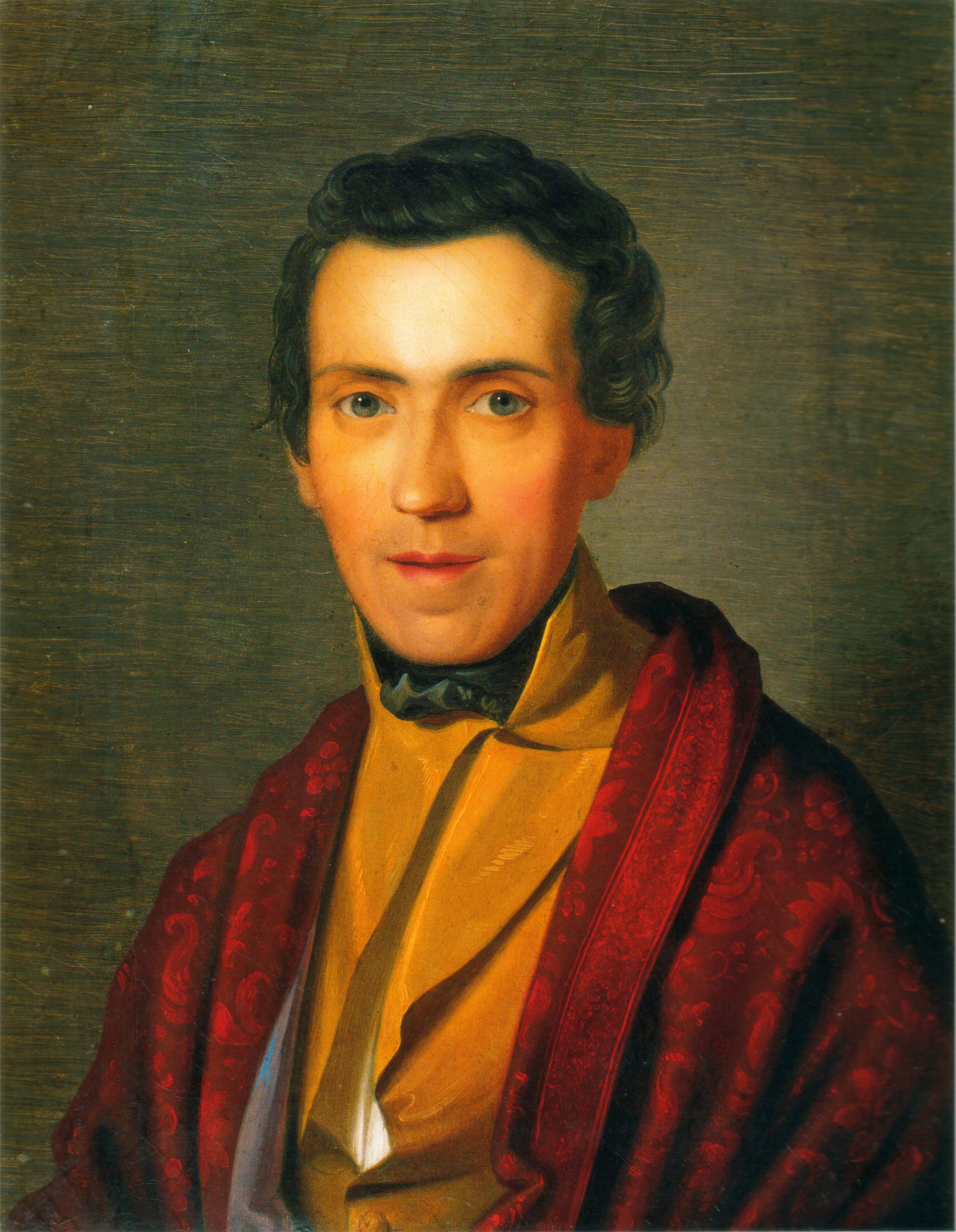
Ludwig Richter, von Wilhelm von Kügelgen (1836)

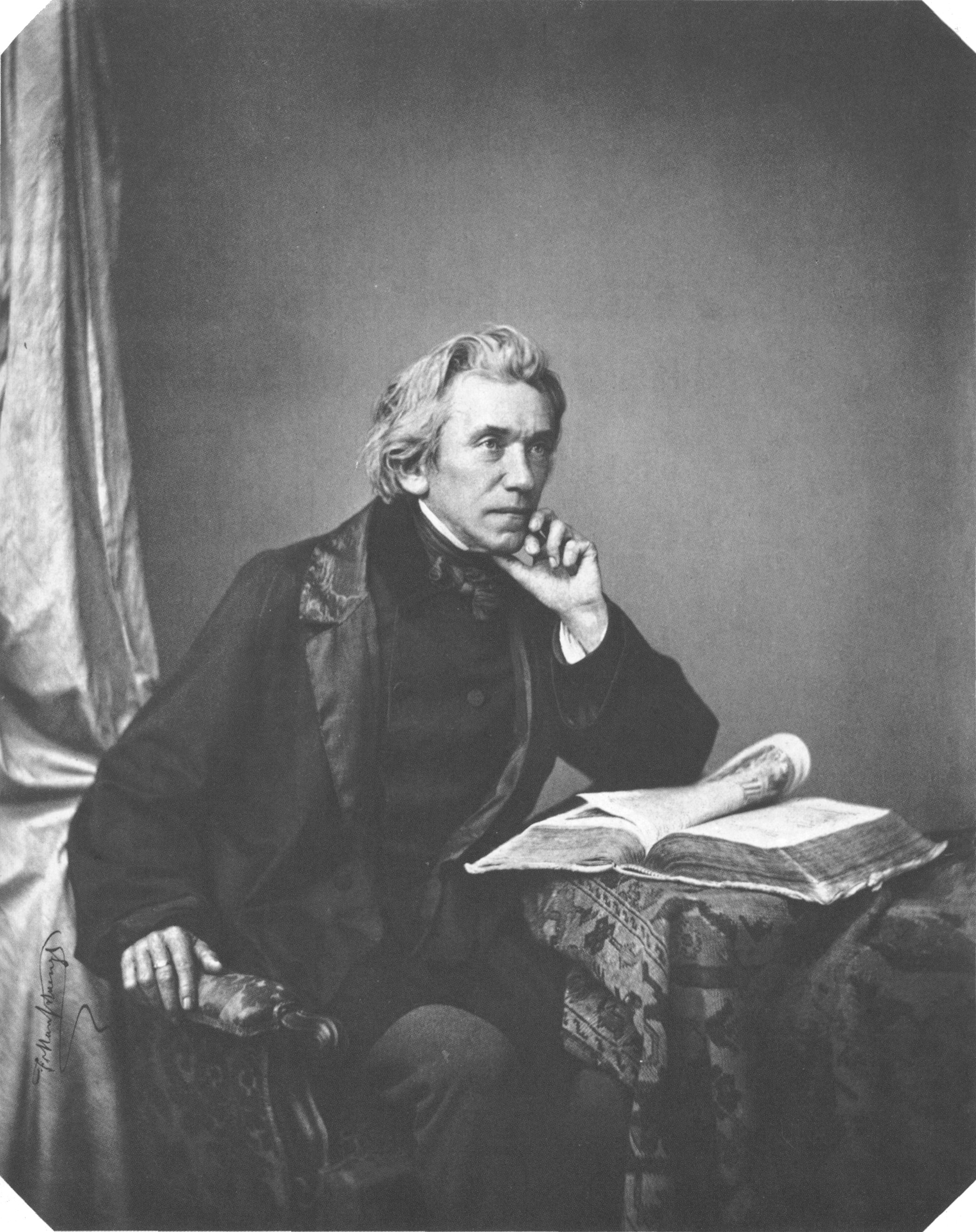
Adrian Ludwig Richter, ca. 1860

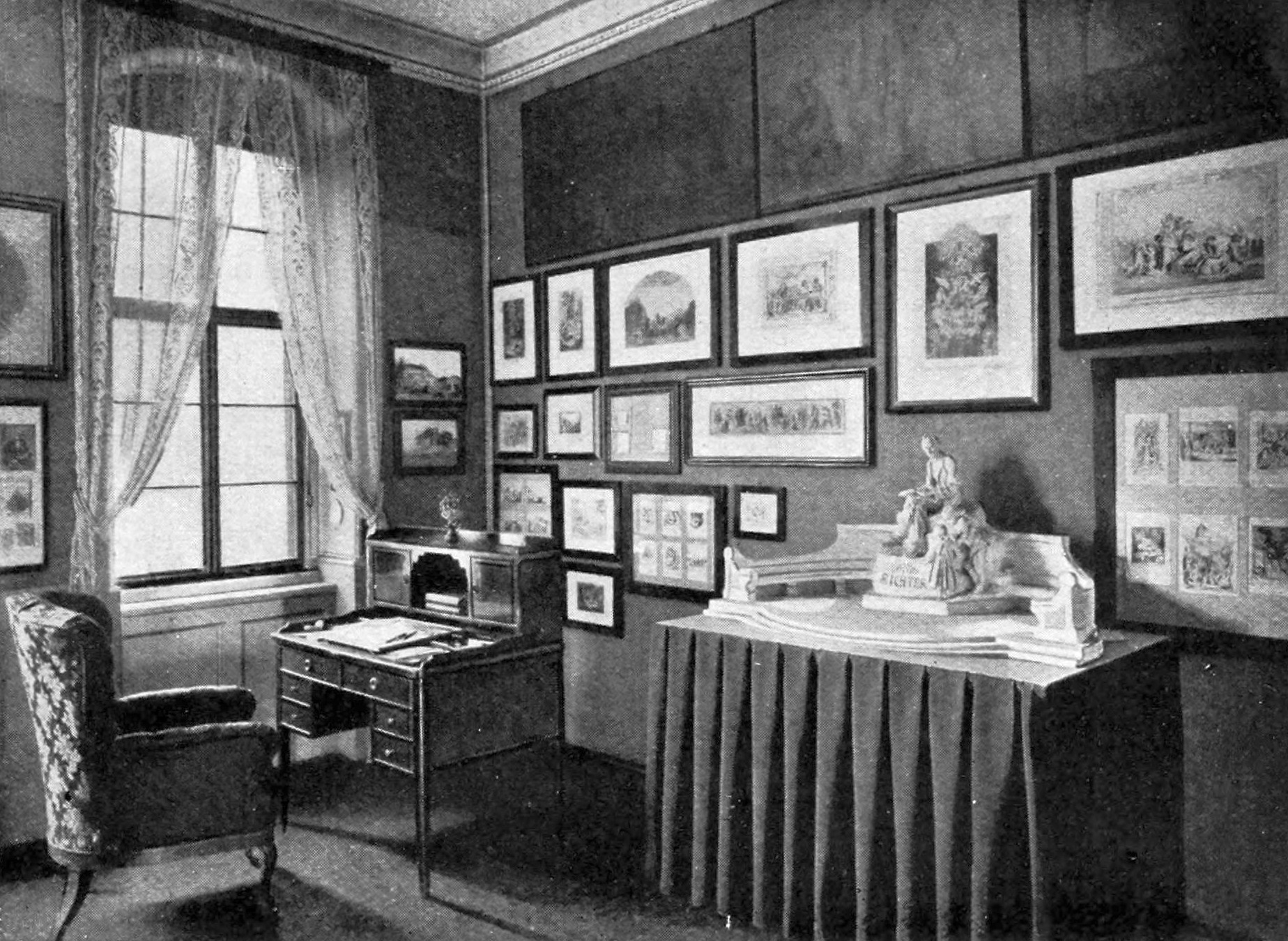
Ludwig-Richter-Zimmer im Stadtmuseum Dresden Anfang des 20. Jahrhunderts

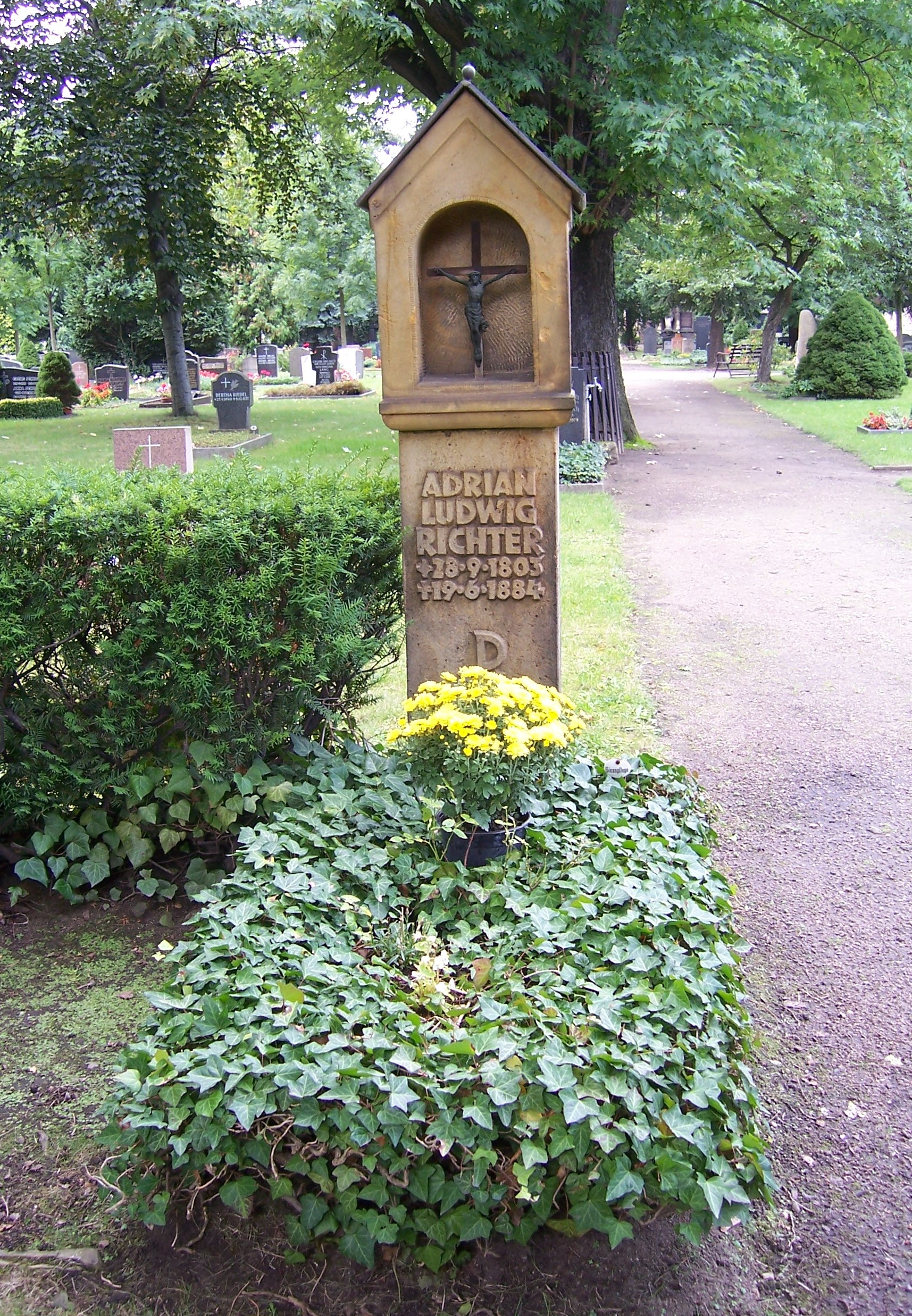
Grab Adrian Ludwig Richters auf dem Neuen Katholischen Friedhof in Dresden

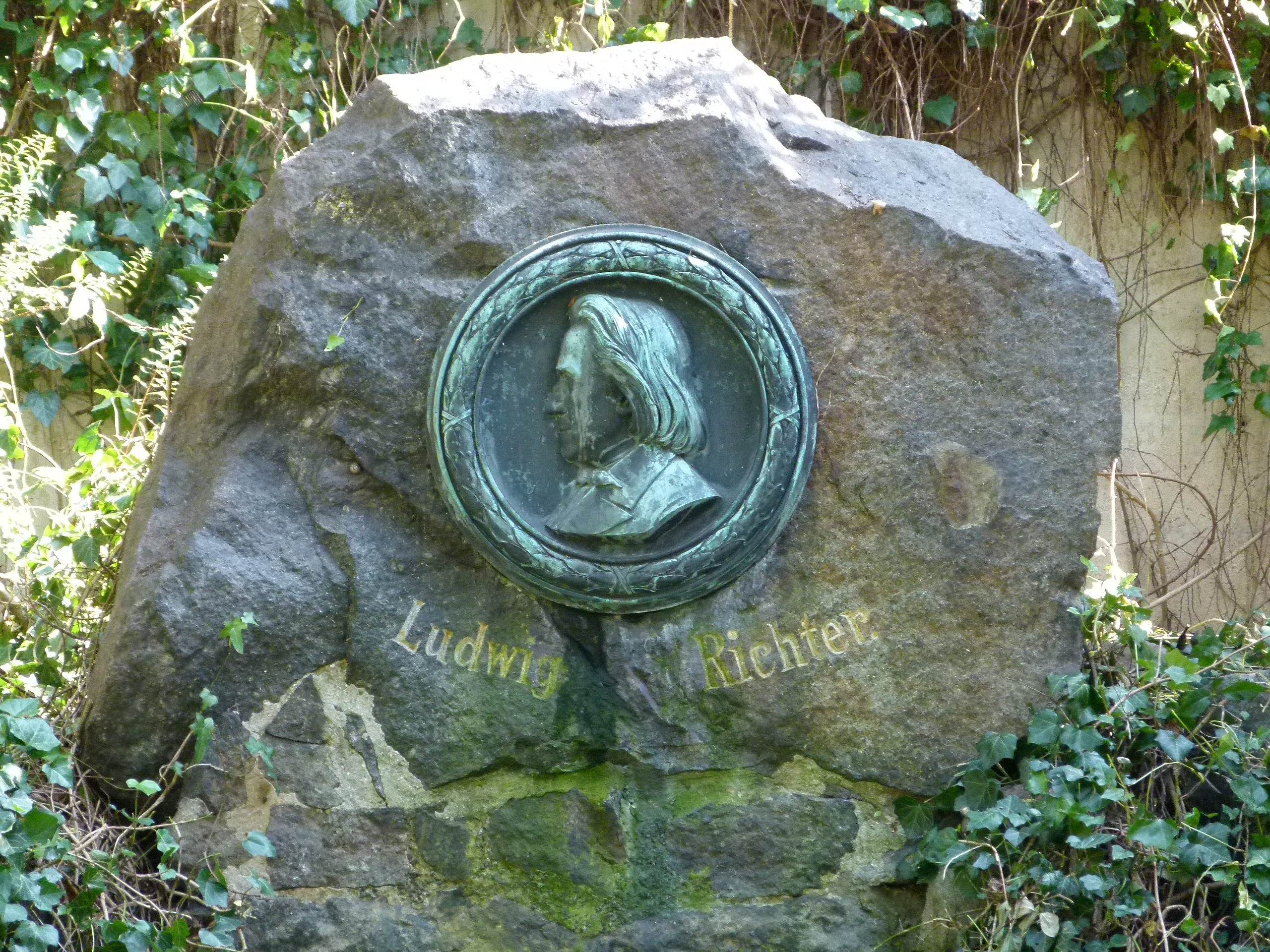
Ludwig-Richter-Denkmal im Garten des Leonhardi-Museums in Loschwitz, errichtet 1885.

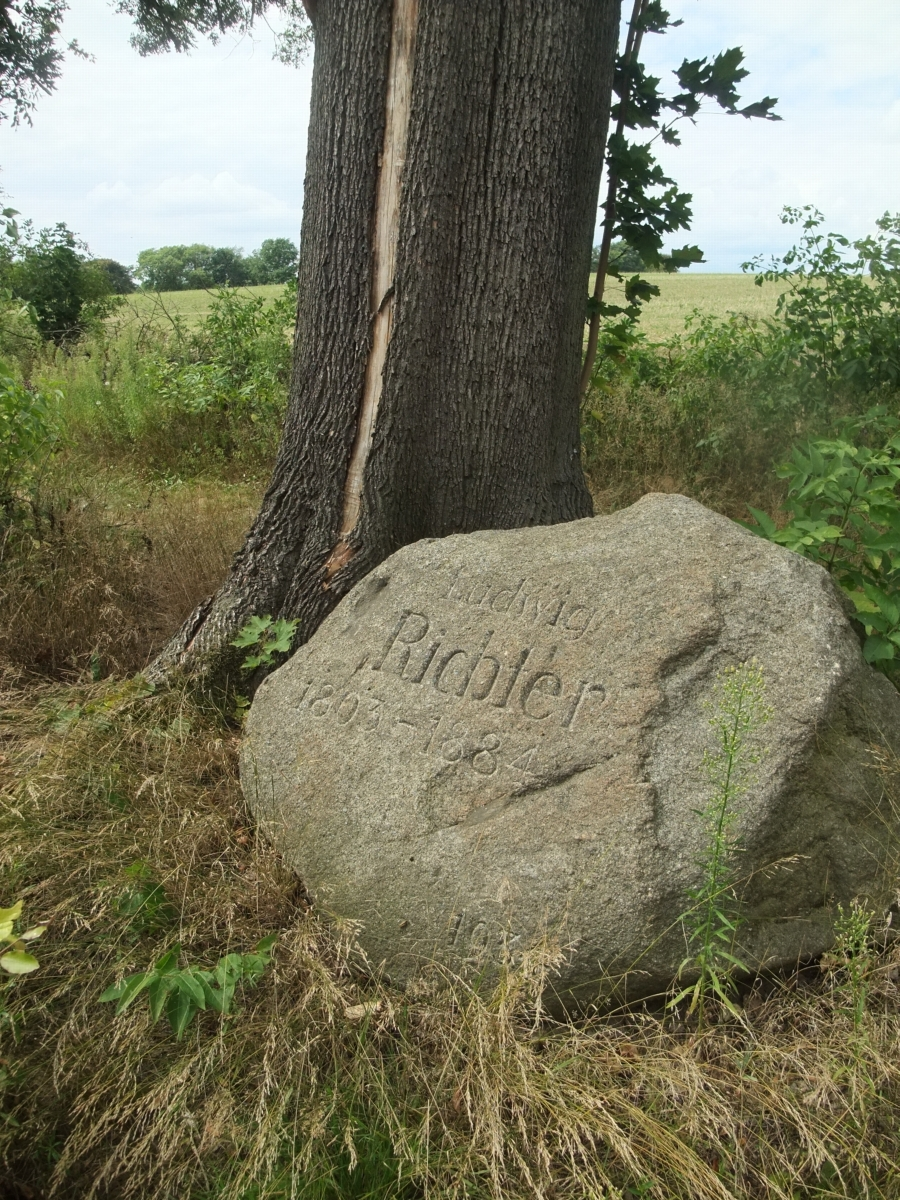
Ludwig-Richter-Denkmal im Seifersdorfer Tal

Adrian Ludwig Richter (* 28. September 1803 in Friedrichstadt bei Dresden; † 19. Juni 1884 in Dresden) war ein bedeutender deutscher Maler und Zeichner der Spätromantik und des Biedermeiers.

## Leben
Adrian Ludwig Richter wurde am 28. September 1803 in Friedrichstadt als Sohn des Zeichners und Kupferstechers Carl August Richter geboren. Ludwig Richters Großvater Heinrich Carl Richter war Kammerherr bei Johann Georg Graf von Schönfeld auf Schloss Wachau, später wurde er Kupferstecher. Über die Großeltern und den in Wachau geborenen Vater hatte Ludwig Richter enge Beziehungen zu Wachau und dem benachbarten Seifersdorf mit seinem Landschaftsgarten.
Nachdem Ludwig Richter seine reguläre Schulzeit 1815 beendet hatte, begann er zunächst als Lehrling bei seinem Vater. Beeinflusst wurden seine Radierungen damals vor allem von Daniel Chodowiecki. Um seine künstlerische Neigung auszuleben, studierte er zusätzlich noch mit einem Stipendium an der Kunstakademie in Dresden. Von 1820 bis 1821 begleitete er als Zeichner den russischen Fürsten Narischkin auf einer Reise nach Südfrankreich und Paris. Er fertigte dort Zeichnungen und Bilder an, die später als Geschenk an die Zarin von Russland Elisabeth Alexejewna gingen. Von 1821 bis 1823 lebte Richter in Dresden. Der Verleger Johann Christoph Arnold ermöglichte es ihm, von 1823 bis 1826 in Rom zu leben.

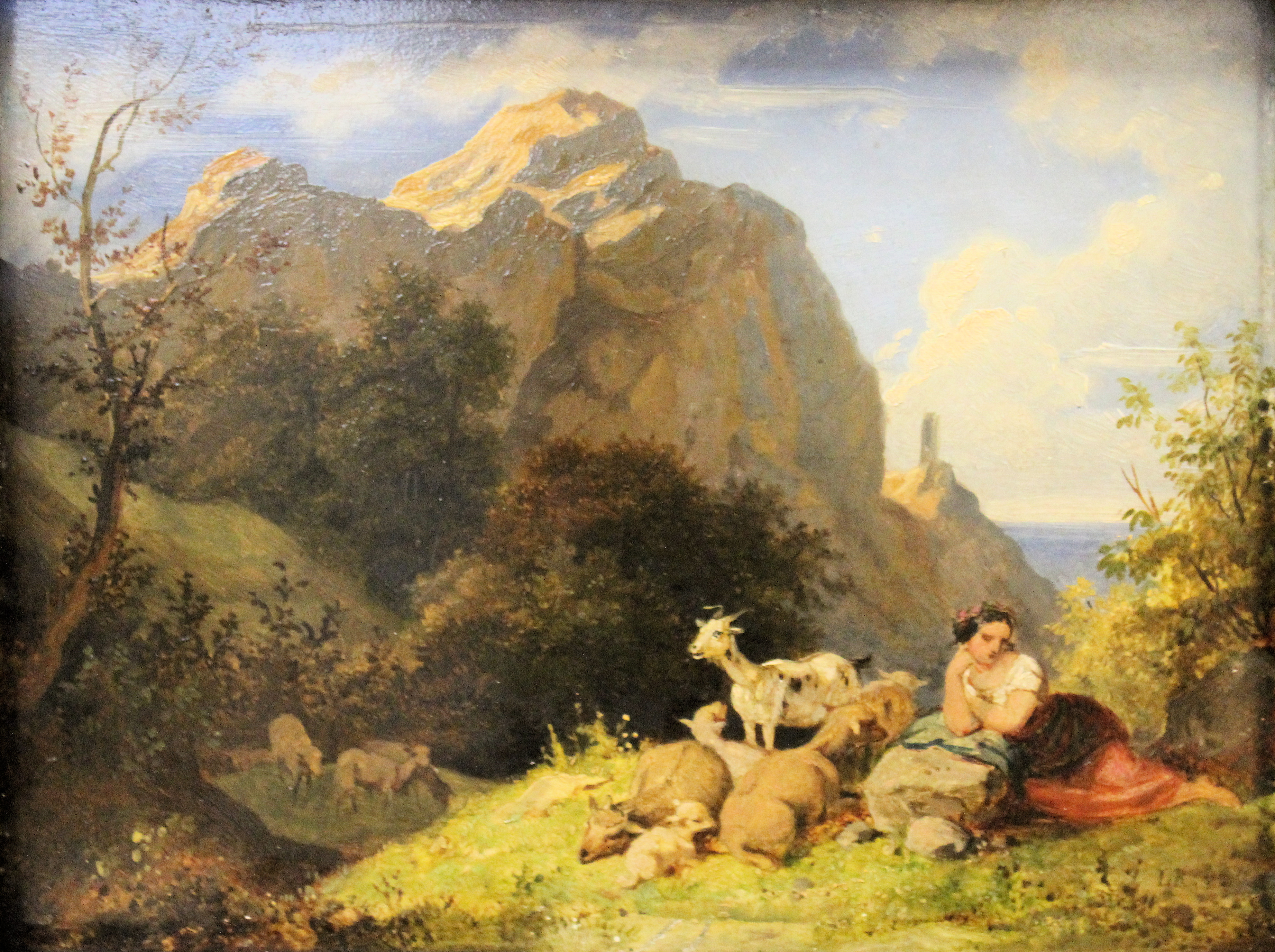
Ziegenhirtin im Tal bei Amalfi

In Rom lebten damals viele deutschsprachige Künstler. Er schloss dort Freundschaften mit deutschen Malern wie Joseph Anton Koch, Carl Gottlieb Peschel, Julius Schnorr von Carolsfeld, Ernst Ferdinand Oehme, Carl Wagner, Johannes Thomas und Friedrich Ludwig von Maydell. Im Austausch mit dem Diplomaten und Philologen Karl Bunsen und dem Theologen Richard Rothe festigte sich das geistige Fundament seiner Kunst. Hier prägte sich auch seine Auffassung zu der Landschaftsmalerei von idealistischen Ideen zur Mensch-Natur-Harmonie. Es entstanden bedeutende Bilder wie „Der Watzmann“ oder „Tal bei Amalfi“. Zu seinem späteren Freundeskreis gehörte auch der Dresdner Maler und Architekt Woldemar Hermann.
In die Zeit in Rom fiel auch das lebensprägende Erlebnis seiner bewussten Hinwendung zum christlichen Glauben. Bereits zuvor hatte er immer wieder über sein Verhältnis zu Gott nachgedacht, jedoch ohne wesentliche Konsequenzen. Entscheidend indes wurde der Silvesterabend 1824, den er gemeinsam mit seinen Künstlerfreunden Friedrich Ludwig Maydell, Johannes Thomas und Johann Nikolaus Hoff verbrachte. Im gemeinsamen Gespräch wurde ihm klar, dass die drei durch „ihren festen Grund im Worte Gottes“ einen Halt für ihr Leben gefunden hatten, der ihm bislang fehlte; noch am selben Abend hatte er ein Bekehrungserlebnis. In seinen Lebenserinnerungen schreibt er für den Neujahrstag 1825: „Wie ein Blitz durchdrang mich das Bewußtsein: ‚Ich habe Gott, ich habe meinen Heiland gefunden! Nun ist alles gut, nun ist mir ewig wohl!‘“
Nach der Rückkehr nach Dresden und nachdem er durch Auftragsarbeiten eine gewisse finanzielle Absicherung erreicht hatte; heiratete Ludwig Richter in Dresden am 4. November 1827 seine Braut Auguste Freudenberg (* 5. Mai 1804), die er bereits 1820 kennengelernt und mit der er sich vor seiner Romreise verlobt hatte. Das Paar bekam fünf Kinder, von denen indes das älteste, Marie, bereits mit 18 Jahren infolge eines Lungenleidens starb. Der einzige Sohn, Heinrich, gab später die Lebenserinnerungen seines Vaters heraus. Auguste Richter starb am 6. August 1854 im Gefolge eines Schlaganfalls; ihr Mann, der sie um 30 Jahre überlebte, ging für den Rest seines Lebens keine neue Ehe mehr ein.
Von 1828 bis 1835 lehrte er an der Staatlichen Zeichenschule in Meißen, wo unter anderen Gottfried Pulian zu seinen Schülern zählte. 1836 wurde er als Nachfolger seines Vaters zur Lehrkraft an die Dresdner Kunstakademie für die Landschaftsklasse berufen. Für die Reihe „Das malerische und romantische Deutschland“ des Leipziger Verlegers Georg Wigand schuf er die Tafeln für die Bände Harz, den er im Spätsommer 1836 beginnend in Ballenstedt durchwanderte, Franken und Riesengebirge. Er nutzte für seine Arbeit die Nähe der Elbe und ihre Schönheit, besonders die Blicke, die sich vom Schiff aus ergaben, und so entstand 1837 unter anderem das Bild „Überfahrt am Schreckenstein“. Jetzt begann er auch mit Holzschnitt-Illustrationen für Bücher, die ihn bekannt machen sollten. Zu dieser Zeit wurde er auch zum Professor für Landschaftsmalerei in Dresden ernannt. Seinen Höhepunkt in der illustrativen Malerei hatte er 1842.
Richter illustrierte Märchen, darunter die berühmte Ausgabe der Volksmährchen der Deutschen aus dem Jahr 1842 von Johann Karl August Musäus, welches als eines der schönsten illustrierten Bücher des 19. Jahrhunderts gilt. Er illustrierte auch Liedersammlungen und Mappenwerke (Kinderleben, 1852). Weitere wichtige Veröffentlichungen seiner Holzschnitte waren unter anderen Erbauliches und Beschauliches, Neuer Strauß fürs Haus, Goethe-Album und Schillers Glocke. Insgesamt illustrierte er über 150 Bücher.
Im Jahr 1847 entstand das Gemälde „Brautzug im Frühling“, das acht Jahre später, auf der Weltausstellung in Paris 1855 mit einer Goldenen Medaille honoriert wurde. 1859 malte Richter sein letztes Ölbild: „Im Juni“. 1859 erhielt er von der Universität Leipzig den Ehrendoktortitel.
Im Jahr 1869 begann er, seine Lebenserinnerungen aufzuschreiben; sie wurden unter Hinzufügung von Tagebuchauszügen sowie persönlichen Briefen nach seinem Ableben unter dem Titel Lebenserinnerungen eines deutschen Malers von seinem Sohn Heinrich in zwei Bänden herausgegeben. Bis heute werden sie gedruckt. 
Richter musste 1873 wegen eines akuten Augenleidens mit dem Zeichnen und Malen aufhören. Deshalb schied er 1876 aus der Kunstakademie in Dresden aus. Zwei Jahre später verließ er auch den Akademischen Rat.
Ludwig Richter starb am 19. Juni 1884 und wurde mit einem prunkvollen Staatsbegräbnis auf dem Neuen Katholischen Friedhof in Dresden-Friedrichstadt geehrt.
Der Leiter der Sächsischen Staatskanzlei Erich Gottschald (1887–1949) war sein Urenkel.

## Werke

### Holzschnitte
Die Zahl der Holzschnitte wird auf mehr als 3000 geschätzt, wobei Nachschnitte, Variationen und Korrekturblätter berücksichtigt sind. Laut einem chronologisch geordneten Verzeichnis des graphischen Werkes, welches im Jahre 1922 in 2. Auflage erschien, gibt es rund 2660 Holzschnitte von Ludwig Richter.

### Ausstellungen

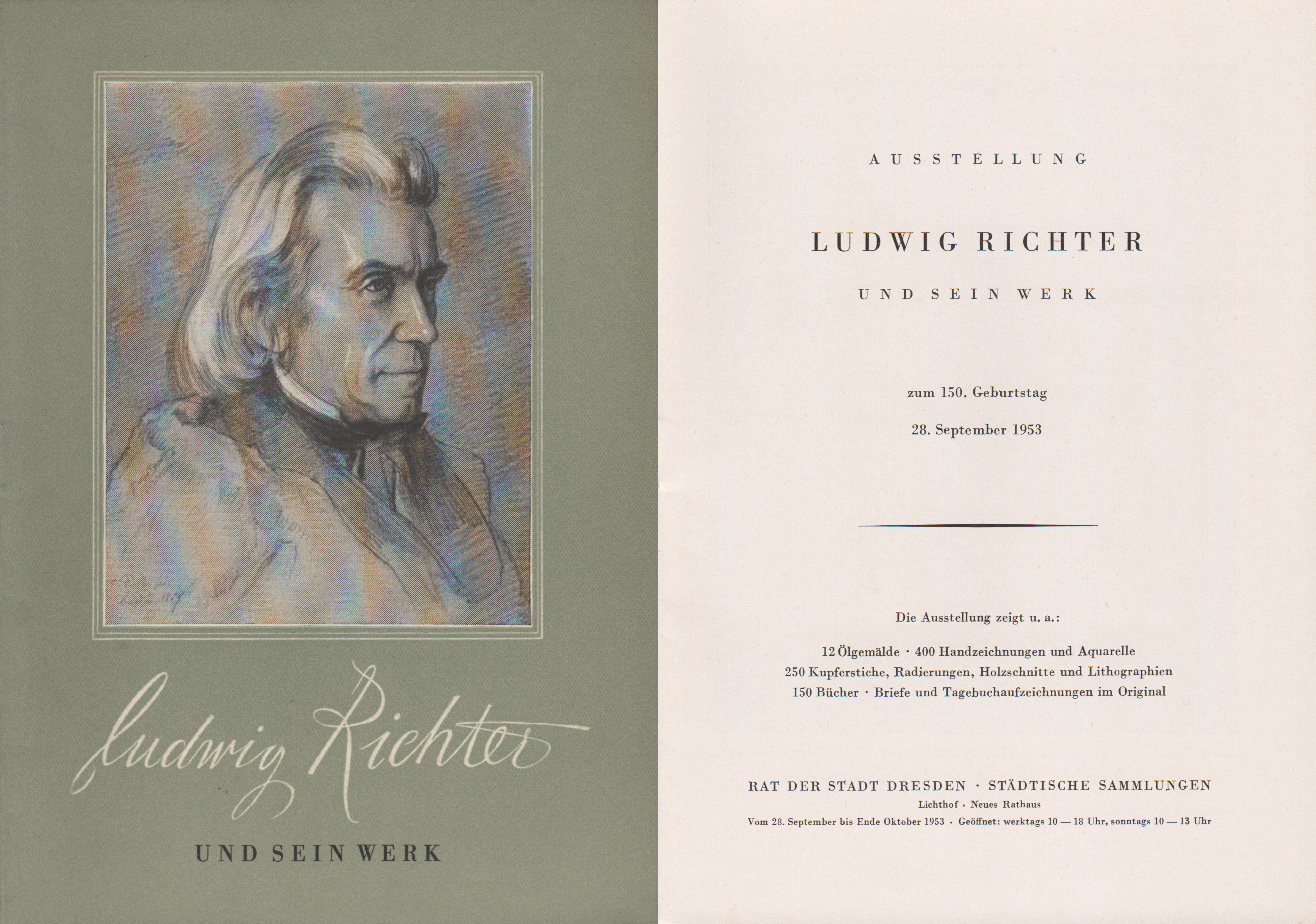
Ausstellungsheft zu Ludwig Richter und sein Werk (Sept. 1953)

Anlässlich des 150. Geburtstages von Ludwig Richter eröffnete am 28. September 1953 die Stadt Dresden im Lichthof des Rathauses eine Ausstellung über sein Schaffen und seine Werke.

### Radierungen und Zeichnungen
- Photographisches Richter-Album. Fünfzehn Handzeichnungen. Dresden [circa 1874–1875] (Digitalisierte Ausgabe).
- Naturstudien. 10 Vorlegeblätter für Landschaftszeichner. Dresden 1879 (Digitalisierte Ausgabe).
- Landschaften. Zwölf Original-Radirungen. Leipzig 1875 (Digitalisierte Ausgabe).
- Carl August Richter und Ludwig Richter: 70 mahlerische An- und Aussichten der Umgegend von Dresden in einem Kreise von sechs bis acht Meilen. Arnoldische Buchhandlung, Dresden um 1820 (Digitalisierte Ausgabe).

### Illustrationen (Auswahl)
Digitalisierte Ausgaben der Universitäts- und Landesbibliothek Düsseldorf:
- In:  ABC-Buch für kleine und große Kinder / gezeichnet von Dresdner Künstlern. Mit Erzählungen und Liedern von R. Reinick und Singweisen von Ferdinand Hiller. – Leipzig: Wigand, 1845. – Digitalisierte Ausgabe
- In: Album deutscher Kunst und Dichtung. Mit Holzschnitten nach Originalzeichnungen der Künstler, ausgeführt von R. Brend’amour. Hrsg. Friedrich Bodenstedt. – Berlin: Grote, 1867. Digitalisierte Ausgabe
- In: Howitt, Mary Botham. The Dusseldorf artist’s album. – Düsseldorf: Arnz, 1854. Digitalisierte Ausgabe
- In:  Der neue Kinderfreund. Hrsg. von Hermann Kletke.
  - Band 1. – Berlin: Duncker, 1843. Digitalisierte Ausgabe
  - Band 2: Deutscher Kinderschatz. – Berlin: Duncker, 1845. Digitalisierte Ausgabe
- In: Musäus, Johann Karl / Klee, Julius Ludwig (Hrsg.). Volksmährchen der Deutschen. Mit Holzschnitten nach Originalzeichnungen. – Leipzig: Mayer und Wigand, 1842. Digitalisierte Ausgabe

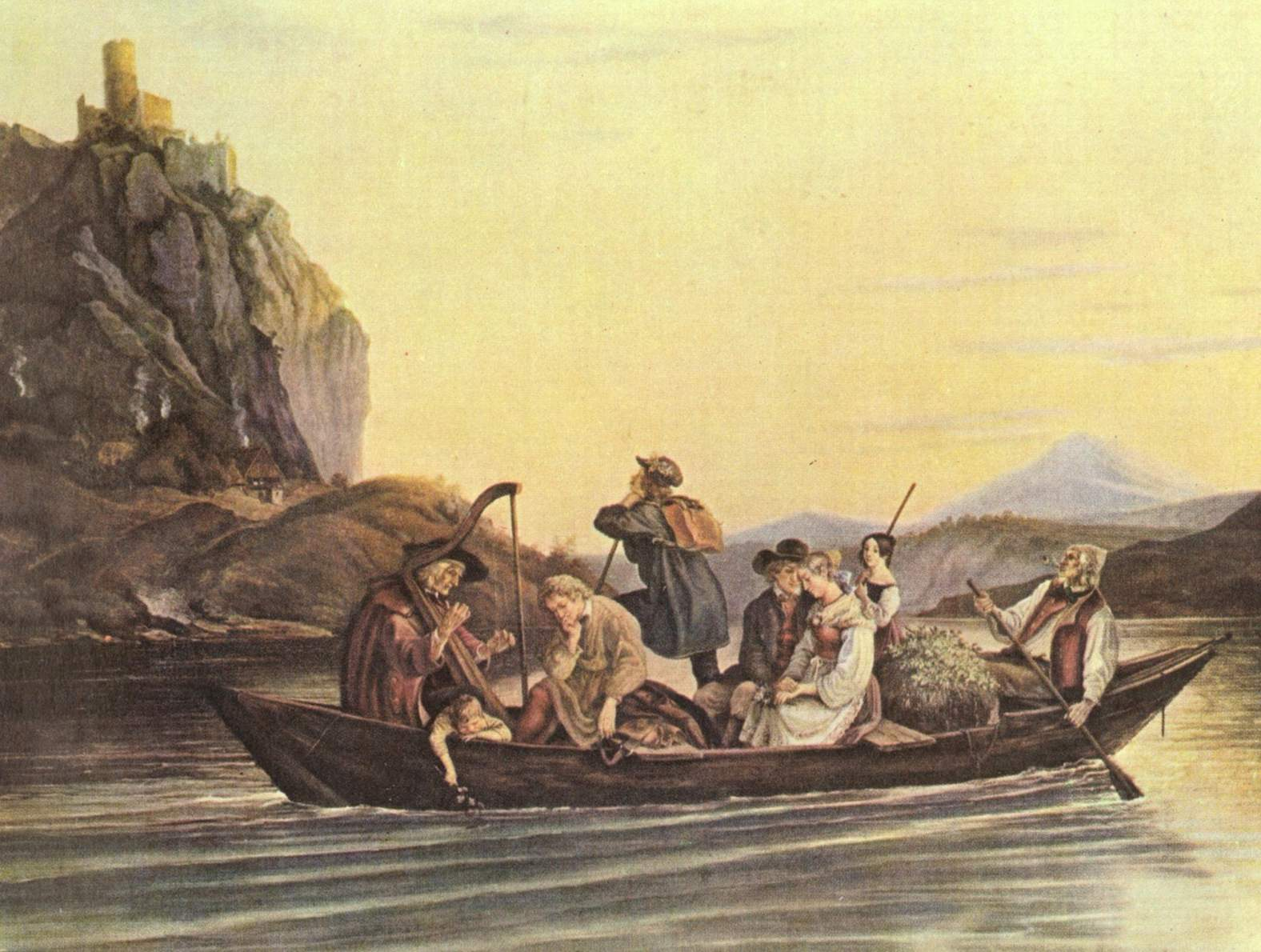
Überfahrt am Schreckenstein, 1837
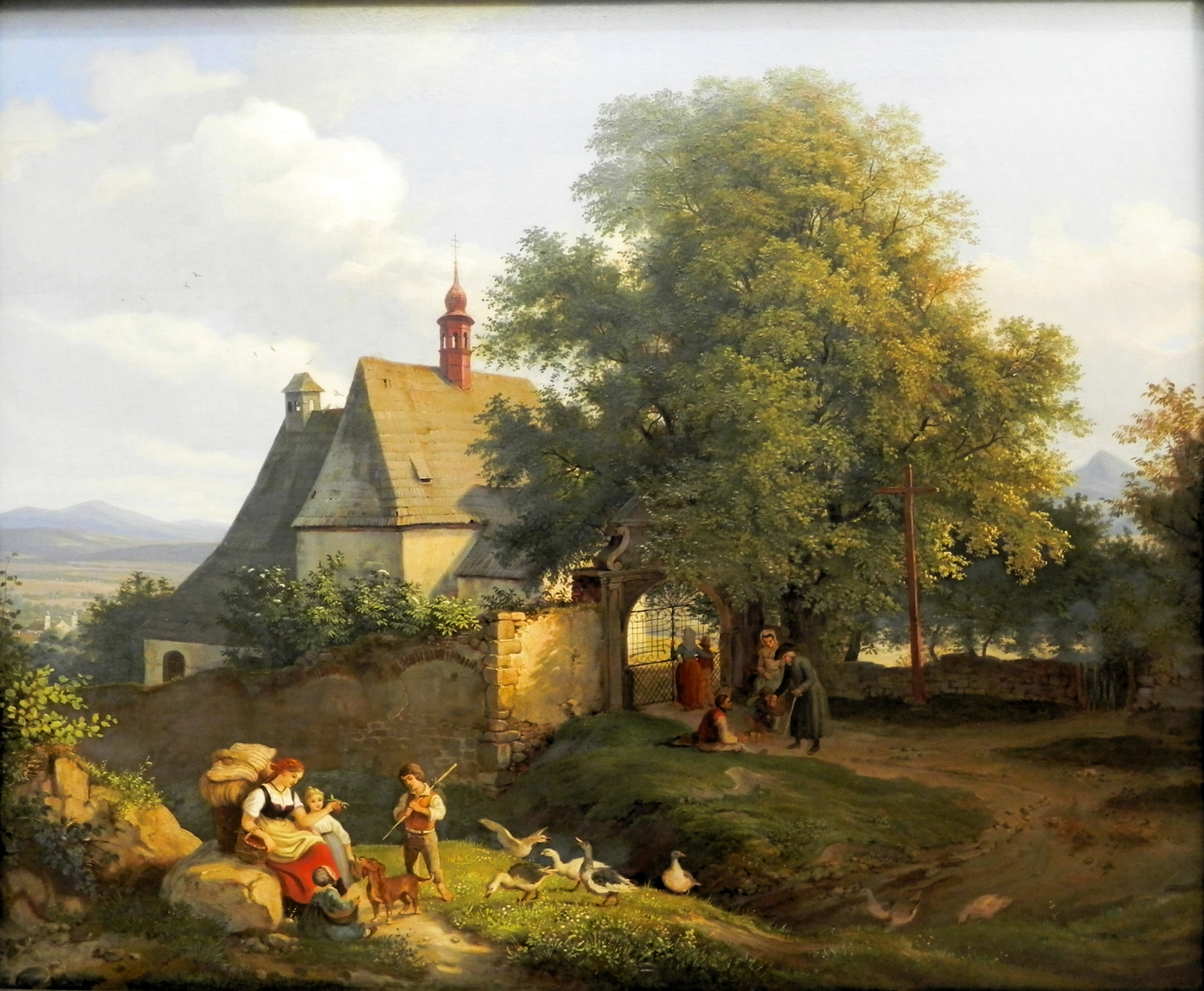
Kirche Sankt Annen zu Graupen in Böhmen
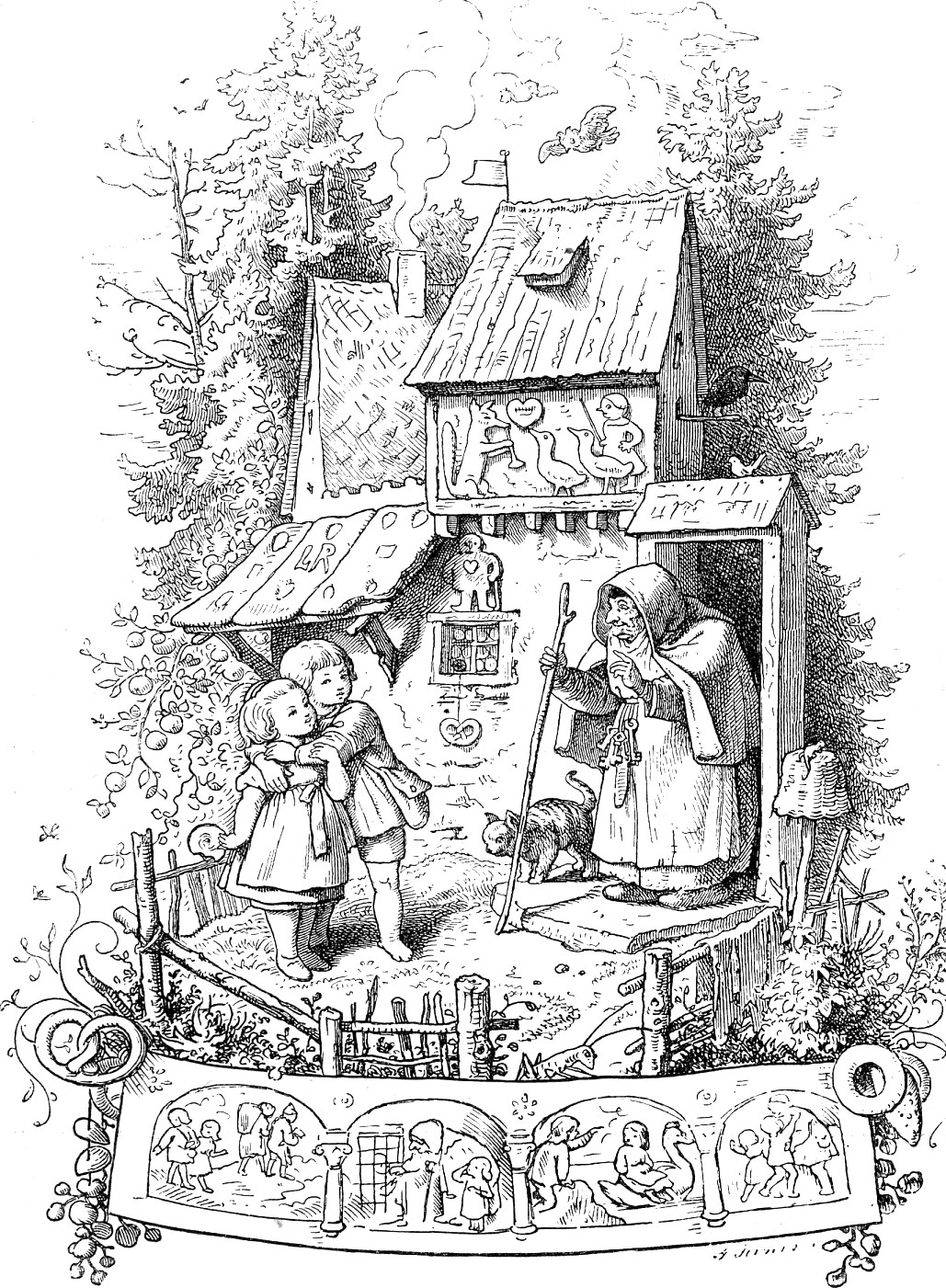
Illustration für Hänsel und Gretel
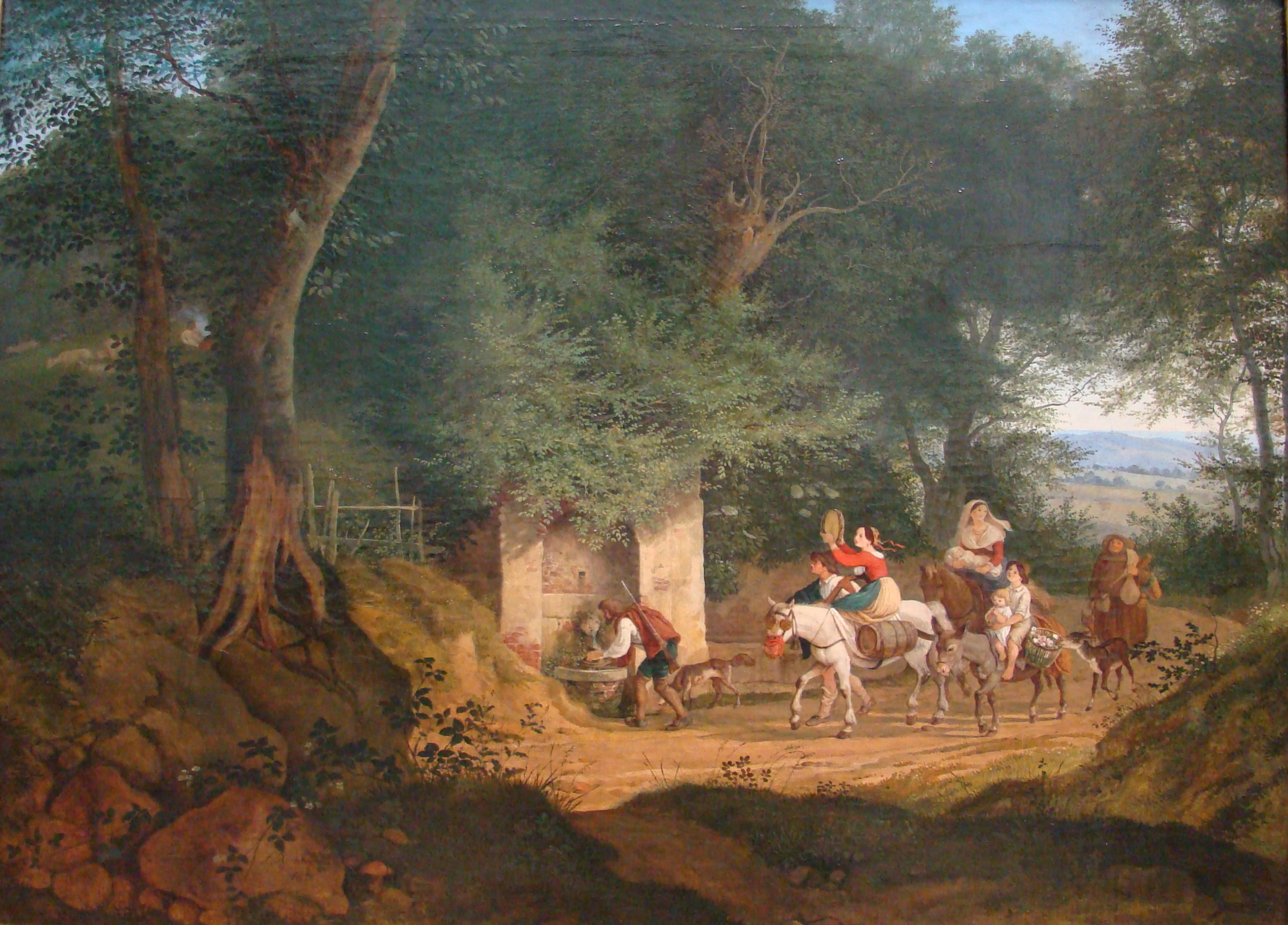
Waldbrunnen bei Ariccia, 1831, Alte Nationalgalerie
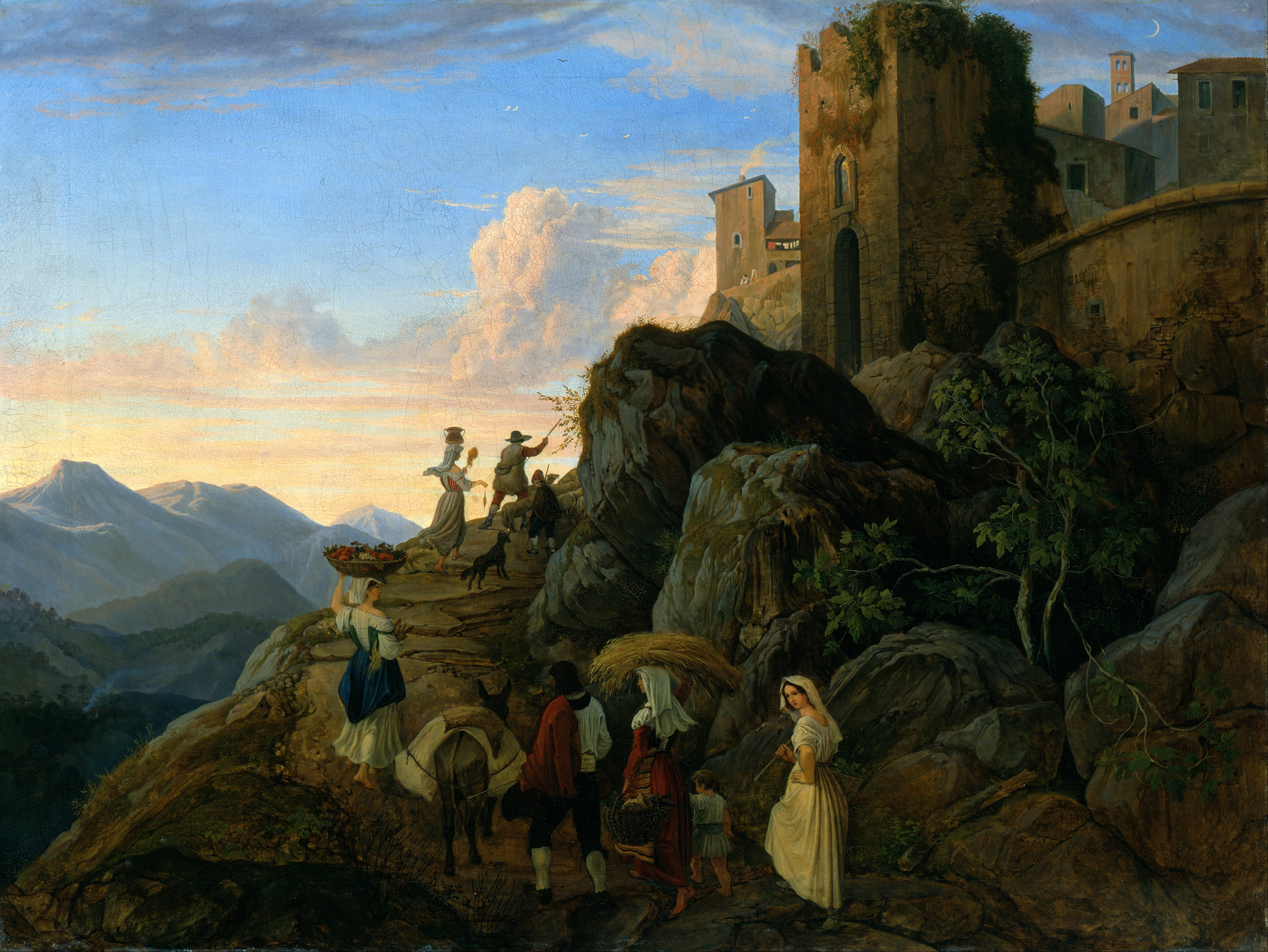
Civitella (Der Abend) (1827/28); die hell gekleidete Figur im Vordergrund stellt die Frau des Künstlers dar

### Schriften

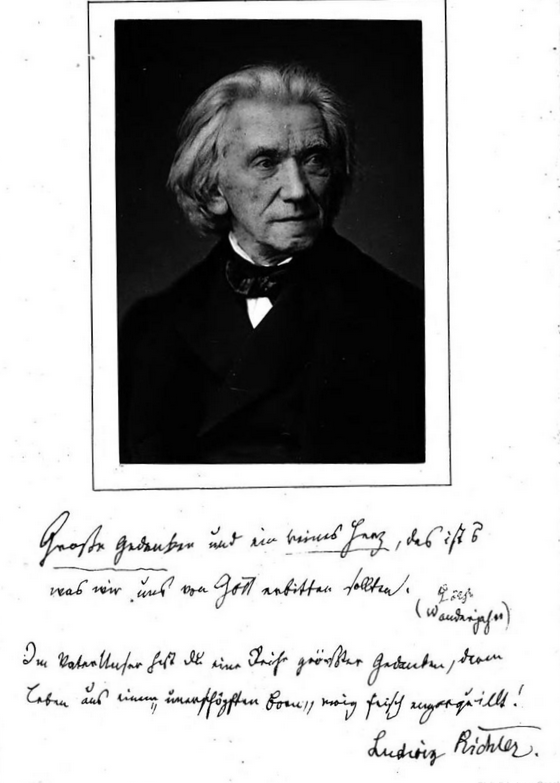
Frontispiz der Erstausgabe von Ludwig Richters Lebenserinnerungen. Der handschriftliche Text mit Ausnahme der Unterschrift (in deutscher Kurrentschrift) lautet: Große Gedanken und ein reines Herz, das ist's, was wir uns von Gott erbitten sollten. Göthe (Wanderjahre) Im Vater Unser hast du eine Reihe größter Gedanken, deren Leben aus einem „unerschöpften Born“ ewig frisch emporquillt! Ludwig Richter

- Frontispiz der Erstausgabe von Ludwig Richters Lebenserinnerungen. Der handschriftliche Text mit Ausnahme der Unterschrift (in deutscher Kurrentschrift) lautet: Große Gedanken und ein reines Herz, das ist's, was wir uns von Gott erbitten sollten. Göthe (Wanderjahre) Im Vater Unser hast du eine Reihe größter Gedanken, deren Leben aus einem „unerschöpften Born“ ewig frisch emporquillt! Ludwig Richter    Ludwig Richter: Lebenserinnerungen eines deutschen Malers. Hrsg.: Heinrich Richter. Verlag von Johannes Alt, Frankfurt am Main 1886 (google.de – Faksimile (Frakturschrift)).
- Ludwig Richter: Lebenserinnerungen eines deutschen Malers. In: Projekt Gutenberg. (projekt-gutenberg.org – Antiquaschrift).
- Ludwig Richter: Lebenserinnerungen eines deutschen Malers. Hofenberg, 2017, ISBN 978-3-7437-1069-6.

## Ehrungen
- Gedenktag: 19. Juni im Evangelischen Namenkalender[7]
- Straßenwidmungen: Ludwig-Richter-Allee in Radebeul sowie zahlreiche Ludwig-Richter-Straßen, darunter in Berlin, Hamburg, München, Frankfurt am Main und Dresden
- Widmung einer Schule: „Ludwig-Richter-Schule, Oberschule Radeberg“, siehe Liste der Kulturdenkmale in Radeberg
- „Ludwig-Richter-Höfe“: Denkmalgeschützte Wohnanlage in München im Heimatschutzstil von Karl Stöhr (1925–27; 27 Mehrfamilienhäuser)[8]

## Denkmäler
- Loschwitz, Gedenkstein mit bronzenem Porträtrelief, errichtet 1885

- Seifersdorfer Tal, Gedenkstein mit eingravierten Lebensdaten, errichtet 1934

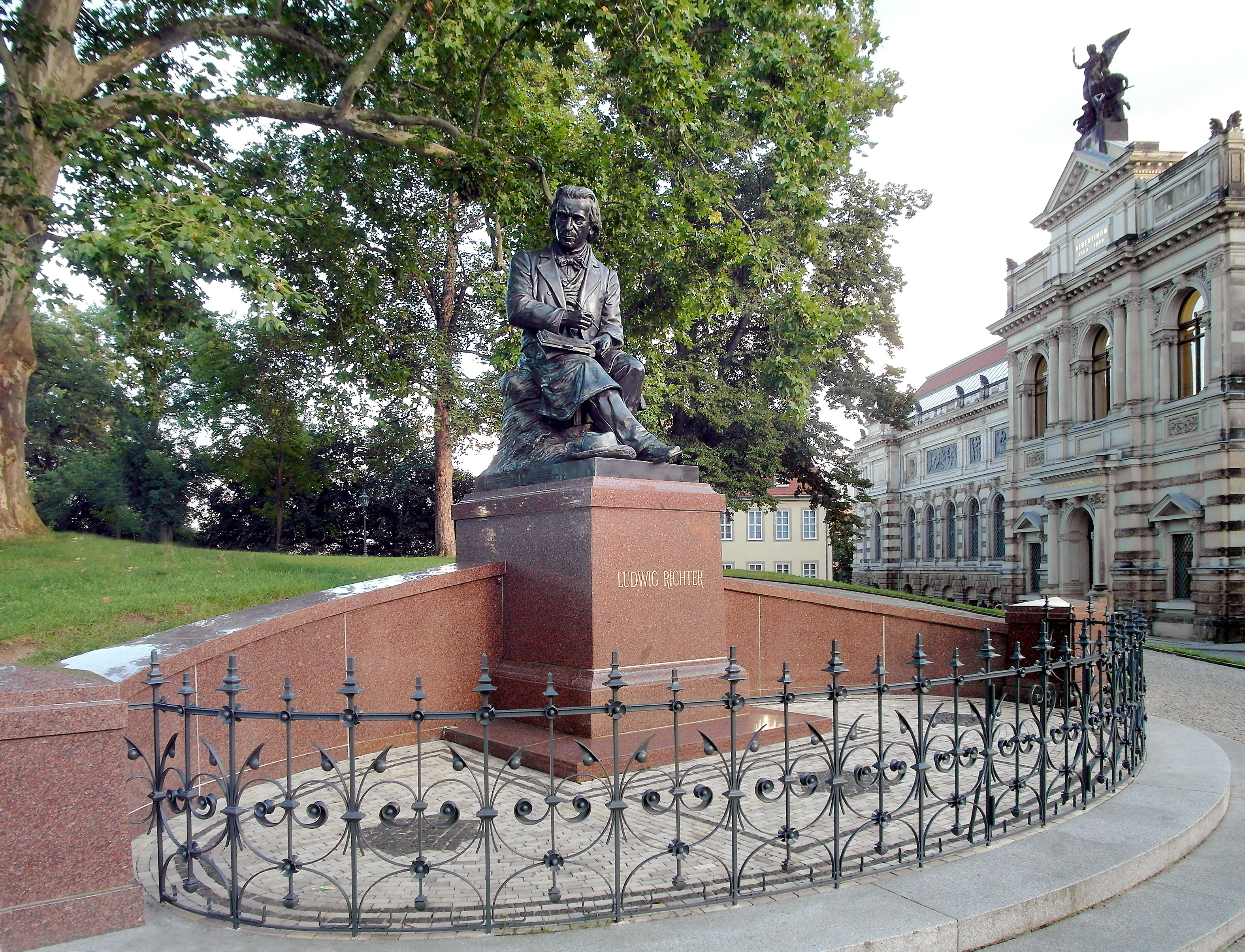
Denkmal auf der Brühlschen Terrasse in Dresden

- Denkmal auf der Brühlschen Terrasse in DresdenDresden, Brühlsche Terrasse: Bronzeskulptur von Viktor Kircheisen, errichtet 1898; 1943 eingeschmolzen, Wiedererstellung durch Markus Gläser 2013[9], Gitterzaunumrandung durch Alexander Bergmann[10].